# Algar dos Suspiros II
O Algar dos Suspiros II é uma gruta portuguesa localizada na freguesia das Manadas, concelho de Velas, ilha de São Jorge, arquipélago dos Açores.
Esta cavidade apresenta uma geomorfologia de origem vulcânica em forma de algar localizado em encosta.
Este acidente geológico devido às suas características e área envolvente encontra-se classificada como fazendo parte da Rede Natura 2000.